# Stalingrad (Dokumentarfilm)
Die Dokumentarfilme über Stalingrad stellen Auszüge von Originalfilmen und Zeitzeugenaussagen so zusammen, dass ein zeitlicher Ablauf der Schlacht von Stalingrad mit Erklärungsansätzen und Situationsschilderungen entsteht.

## Dokumentarfilm von Christian Klemke (2002)
Der zweiteilige, je 45-minütige Dokumentarfilm Stalingrad von Regisseur Christian Klemke mit Co-Autor Jan N. Lorenzen unter Leitung von Johannes Unger wurde im Jahr 2002 durch den damaligen ORB für die ARD produziert. Der erste Teil Der Rattenkrieg wurde am 8. Januar 2008, der zweite Teil Der Kessel wurde am 15. Januar 2008 im Rahmen des III. Fernsehprogramms des RBB erneut gezeigt.
Es ist ein dokumentarischer Film mit deutschen und russischen Zeitzeugenberichten, Originalszenen und historischen Analysen der Schlacht von Stalingrad.

### Teil 1: Der Rattenkrieg
Bei der einwöchigen Bombardierung Stalingrads durch die Deutschen ab dem 23. August 1942 sterben 40.000 Zivilisten. Die Wolga ist durch Öl auf dem Wasser mit Feuer überzogen. Ganz Stalingrad brennt und wird zum Trümmerfeld. Die schlecht ausgerüstete sowjetische Armee will sich ans andere Flussufer zurückziehen, doch Stalins Befehl lautet: „Keinen Schritt zurück“. Die Einwohner müssen als lebender Schutzschild in der Stadt bleiben. Die sowjetische Armee wird jetzt über die Wolga mit Schiffen versorgt und nimmt auf dem Rückweg Verwundete und Zivilisten mit.
Am 13. September 1942 entwirft General Tschuikow den Plan, die deutschen Kräfte durch eine Zangenbewegung einzukreisen. Voraussetzung ist, dass Stalingrad für 2 weitere Monate gehalten wird. Die Höhe 102,0 muss von den Russen genommen werden. Im Trümmerschutt sind Minen.
Bei den Deutschen entsteht der Begriff des „Rattenkrieges“. Drainagewege dienen den Russen für Bewegungen in den Rücken der deutschen Kräfte. Die Zivilisten hausen in Erdhöhlen und in der Kanalisation. Im Häuserkampf werden Zimmer eines Hauses erobert und durch Herausbrechen von drei Ziegelsteinen Schießscharten gebildet. Handgranaten werden in die engen Räume geworfen.
Durch den Wintereinbruch vom 1. November 1942 fängt die Wolga an zu vereisen. General Tschuikow erhält von Stalin freie Hand für seine Aktionen. Die Beobachtungen der deutschen Luftaufklärung, dass sich jede Nacht Hunderte von sowjetischen Fahrzeugen zur Wolga bewegen, werden von deutschen Befehlsstellen ignoriert. Unbemerkt setzen die Fahrzeuge bei Nacht nördlich und südlich von Stalingrad über die Wolga und sind dann tagsüber wie vom Erdboden verschwunden.
Die „Operation Uranus“ beginnt am 19. November 1942 unerwartet für die deutschen Kräfte. Mit der Unterstützung von 200 Geschützen überrennen 1 Million Rotarmisten die deutschen Linien. Fünf Tage später sind 22 deutsche Divisionen mit 300.000 Soldaten im Kessel gefangen.

### Teil 2: Der Kessel
Der sowjetische Angriff am 19. November 1942 erfolgt durch Panzer und Infanterie und trifft auf die unglaublich schlecht bewaffneten Rumänen. Die zwei sowjetischen Heeresgruppen vereinigen sich in Kalatsch am Don und bilden so den Kessel von Stalingrad. Von den deutschen Soldaten sterben 150.000. Die Verluste der sowjetischen Kräfte werden nicht veröffentlicht. Der sowjetische Nachschub muss über die Wolga gebracht werden. Die Schiffe werden beim Überqueren durch die deutschen Kräfte beschossen. Die angreifenden sowjetischen Soldaten versuchen sich so tief wie möglich in der Erde zu verstecken. Ein Scharfschütze verwundet einen sowjetischen Soldaten, um Helfer heranzulocken und sie dann zu erschießen. Aber es gibt auch die Situation, dass sich in einer Kampfpause in einer Werkhalle sowjetische mit deutschen Soldaten auf Deutsch unterhalten.
Hitler verbietet den Ausbruch: „Stalingrad muss in jedem Fall gehalten werden“. Aber nur 30 Flugzeuge mit Verpflegung kommen pro Tag durch. Die sowjetische Flak schießt Flugzeuge ab. Es hält sich das Gerücht, dass die deutsche 6. Armee befreit werden soll. Die 4. deutsche Panzerarmee von General Hermann Hoth nähert sich dem Kessel bis auf 40 km (Unternehmen Wintergewitter). Im Kessel werden Fahrzeuge bereits abfahrbereit aufgestellt. Nach 4 Tagen wird Hoths Angriff durch sowjetische Kräfte zum Stehen gebracht. Am 21. Dezember 1942 tritt er den Rückzug an. Die sowjetischen Kräfte setzen auf die psychologische Kriegsführung: Flugblätter mit der Aufschrift „Passierschein“ sollen deutsche Soldaten verlocken, die Linien zu übertreten. Nachts gibt es monotone Lautsprecherdurchsagen: „Alle 60 Sekunden stirbt ein deutscher Soldat“. Sowjetische Parlamentäre werden aber von den deutschen Kräften zurückgewiesen.
Am 10. Januar 1943 gab es eine neue sowjetische Offensive. Die deutschen Soldaten fluten zurück nach Stalingrad. Bei dem Rückmarsch werden Hunderte von entkräfteten Soldaten durch Fahrzeuge zermalmt. Ein Soldat mit erfrorenen Händen kann sich nicht mehr alleine ernähren. Die Verpflegungsration ist jetzt weniger als 200 g. Hemmungen entfallen. Um die vereinzelt abgeworfenen Verpflegungsbomben gibt es Schießereien unter Deutschen. Soldaten werden selbst einige Tage vor Einstellung der Kampfhandlungen exekutiert. Musikkapellen spielen noch einige Tage, bevor es zu Ende ging. Auf dem Flugplatz Gumrak können nicht alle Schwerverletzten ausgeflogen werden. Die Maschinen sind überfüllt, die Soldaten müssen sich beim Start festhalten, damit es keine Schlagseite gibt. Verzweifelte Soldaten hängen sich an das Fahrgestell der Maschinen und fallen nach dem Start auf die Erde. Ende Januar muss der letzte von Deutschen gehaltene Flugplatz aufgegeben werden.
90.000 von fast 300.000 deutschen Soldaten sind übrig geblieben. Die Soldaten mit Erfrierungen bieten den Siegern einen schrecklichen Anblick. In langen Schlangen marschieren die deutschen Soldaten Tag und Nacht in die Gefangenschaft. Die Offiziere werden durch die sowjetischen Kräfte in speziellen Offizierslagern bedeutend besser behandelt als die Soldaten. Tschuikows Armee marschiert nach Westen und erreicht zwei Jahre später Berlin.

## Dokumentarfilm von Sebastian Dehnhardt (2006)
Der 90-minütige Dokumentarfilm Stalingrad von Sebastian Dehnhardt unter Leitung von Guido Knopp wurde am 10. Januar 2006 im ZDF gezeigt.
Es ist ein dokumentarischer Film mit Zeitzeugenberichten, Originalszenen und szenischen Rekonstruktionen der Schlacht von Stalingrad mit folgenden Phasen der Dokumentation.

### Vormarsch
Die Handlung beginnt vor der „Einigelung“ im Sommer 1942, schildert auch Verbrechen gegen die Zivilbevölkerung und die sowjetischen Soldaten und dokumentiert die zweiwöchige ununterbrochene Bombardierung von Stalingrad durch deutsche Flugzeuge. Der stockwerksweise geführte Häuserkampf im Nahkampf und die Vorgehensweise sowjetischer Scharfschützen in den Trümmern der Stadt, die sich 30 km entlang der Wolga erstreckt, wird geschildert. Die deutschen Truppen nähern sich der Wolga bis auf 150 m. Etwa 10.000 Zivilisten leben noch in der Stadt.

### Einkesselung
Die Einkesselung durch Schukow am 22. November 1942 und das Inferno für die verbündeten rumänischen Divisionen wird dargestellt. Die sowjetischen Soldaten treffen sich bei Kalatsch am Don. Etwa 1000 sowjetische Panzer treten gegen 80–100 deutsche Panzer an. Paulus will ausbrechen, Hitler akzeptiert zunächst, wird aber von Göring Glauben gemacht, dass eine wochenlange, ausreichende Versorgung aus der Luft möglich sei. So entsteht der Haltebefehl. Nur ein Drittel des benötigten Nachschubs sowie Feldpost kommt in Stalingrad an, die Rationen werden gekürzt (1 Scheibe Brot, 1 wässrige Suppe). Nachts darf trotz der Kälte kein Feuer gemacht werden.
Manstein soll die eingekesselten Truppen befreien. Die Panzergruppe Hoth (Unternehmen Wintergewitter) kommt in die Nähe des Kessels. Paulus untersagt den Durchbruch. Am 23. Dezember 1942 zieht Manstein die Panzergruppen zurück.
Nach Weihnachten 1942 gibt es keine Hoffnung mehr. Dennoch werden Todesurteile gegen Zweifler am Sieg ausgesprochen und vollstreckt.

### Der Kessel wird enger
Am 8. Januar 1943 gibt es ein Verhandlungsangebot seitens der Sowjets. Hitler lehnt Verhandlungen ab. Der Ring wird immer enger gezogen, Verwundete werden zurückgelassen, 40.000 sind ohne Versorgung. Winrich Behr wird zur Berichterstattung aus Stalingrad ausgeflogen, trifft am 14. Januar 1943 in der Wolfsschanze ein und gibt Hitler drei Stunden lang einen Lagebericht mit Diskussion. Er verlässt Hitler unter dem Eindruck, dass dieser seine Entscheidung, Stalingrad nicht aufzugeben, schon vorher getroffen hat.
Militärisches Fachpersonal wird über den Flugplatz Gumrak ausgeflogen. Verwundete werden nur bis Polen ausgeflogen, um ihre Unterernährung nicht bekannt werden zu lassen. Menschen stürzen sich auf die Flugzeuge, um auf dem Rückflug aus Stalingrad noch mitgenommen zu werden. Es wird geschildert, dass Menschen aus den Flugzeugen hinausgeworfen oder die an den Tragflächen sich festklammernden Soldaten durch Wackeln des Flugzeuges abgeschüttelt wurden bzw. die Piloten einfach Gas gaben, wenn die Maschinen wegen Überlastung nicht starten konnten oder wegen Beschusses starten mussten.
Die deutsche Propaganda berichtet nur von schweren Kämpfen an der Wolga. Im Hauptquartier von Paulus duftete es nach Aussagen eines Besuchers von der Front nach Cognac, Zigarrenrauch und Gebratenem. Die 20 Generäle wagen nicht zu kapitulieren, weil das Brechen des Eides die Todesstrafe zur Folge hätte haben können. Ende Januar 1943 wird der Kessel gespalten, am 2. Februar 1943 ist der Kampf vorbei.

### Nach der Kapitulation
Unversorgte Schwerverwundete werden aus Angst vor Seuchen aufgegeben. Der Marsch der Gefangenen geht über Leichen, 20.000 Gefangene sterben beim Marsch wegen fehlenden Widerstandsvermögens, weitere 50.000 sterben in provisorischen Lagern um Stalingrad. Überlebende Deutsche, Italiener und Rumänen werden als Zwangsarbeiter eingesetzt, um die Zerstörungen in der Sowjetunion wieder aufzubauen.
Adenauer holt durch seine Verhandlungen die letzten Kriegsgefangenen zurück. Im Jahr 1956 kommt der letzte Kriegsgefangene aus der Sowjetunion (auch aus Stalingrad) als Heimkehrer nach Deutschland.